# Bełchatów (district)
Bełchatów (powiat bełchatowski) is een Pools district (powiat) in de woiwodschap Łódź. Het district heeft een oppervlakte van 969,21 km² en telt 113.238 inwoners (2014).

## Steden
- Bełchatów
- Zelów

Stadsdistricten:
Łódź · Piotrków Trybunalski · Skierniewice

Districten:
Bełchatów · Brzeziny · Kutno · Łask · Łęczyca · Łowicz · Łódź Oost · Opoczno · Pabianice · Pajęczno · Piotrków · Poddębice · Radomsko · Rawa · Sieradz · Skierniewice · Tomaszów Mazowiecki · Wieluń · Wieruszów · Zduńska Wola · Zgierz